# Cascales (kanton)
Cascales – kanton w prowincji Sucumbíos, w Ekwadorze. Stolicą kantonu jest El Dorado de Cascales.